# Der kleine Lord (1980)
Der kleine Lord (Originaltitel: Little Lord Fauntleroy) ist ein britischer Fernsehfilm des Regisseurs Jack Gold aus dem Jahr 1980. In der Titelrolle des kleinen Lords Fauntleroy ist Ricky Schroder besetzt, Alec Guinness spielt dessen Großvater, den Earl of Dorincourt. Als Vorlage für das Drehbuch diente der gleichnamige Roman von Frances Hodgson Burnett aus dem Jahr 1886.
In Deutschland wird der Film seit 1982 immer in der Weihnachtszeit – oft am Freitag vor Weihnachten – von der ARD ausgestrahlt. Dadurch wurde er im deutschsprachigen Raum zur bekanntesten unter den Verfilmungen dieses Stoffes.

## Handlung
Die Handlung des Films ist im späteren, bzw. gegen Ende des 19. Jahrhunderts angesetzt. Der achtjährige Cedric Errol, dessen verstorbener Vater Engländer war, lebt mit seiner aus den USA stammenden Mutter und der Hebamme Mary in sehr bescheidenen Verhältnissen in einem geschäftigen Stadtteil von New York City. Obgleich die Hester Street nicht gerade zu den feinsten Adressen gehört, ist Cedric ein fröhlicher und verständiger Junge, dem es auch an Respekt und guten Manieren nicht fehlt, sodass er selbst ehrbare Geschäftsleute der Nachbarschaft wie den Gemischtwarenhändler Mr. Hobbs und den Schuhputzer Dick zu seinen guten Freunden zählen darf. 
Eines Tages erscheint der Anwalt Mr. Havisham und überbringt ein unerwartetes Angebot von Cedrics englischem Großvater, der kein Geringerer ist als der Earl (Graf) von Dorincourt. Da auch dessen andere Söhne inzwischen gestorben sind, sei nun sein einziger Enkel Cedric voraussichtlicher Erbe des beträchtlichen Besitztums nebst Adelstiteln und Privilegien geworden. Er solle deshalb zusammen mit seiner Mutter nach England übersiedeln, zunächst den Höflichkeitstitel „Lord Fauntleroy“ erhalten und zur angemessenen Vorbereitung auf seine spätere hohe Stellung auf dem Familienschloss erzogen werden.
Um der Zukunft ihres Sohnes nicht im Wege zu stehen, geht die Mutter auf das Angebot ein, jedoch unter der Bedingung, dass Cedric nichts von der Abneigung des Großvaters gegen sie erfährt. Der von Konventionen und Dünkel geprägte Earl, der große Ressentiments gegen die Vereinigten Staaten hegt, hatte nämlich den jüngsten seiner drei Söhne – Cedrics Vater – wegen dessen Heirat mit einer US-Bürgerin verstoßen. Er gestattet auch nicht, dass Cedrics Mutter mit im Schloss wohnt, sondern lässt sie in einem nahegelegenen Landhaus unterbringen. Die ihr zugeteilte Apanage weist sie daraufhin stolz zurück und bewahrt sich ihre Unabhängigkeit, indem sie eine Arbeit als Näherin aufnimmt.
Der mürrische und zurückgezogen lebende Großvater empfängt seinen Enkel zunächst äußerst reserviert. Cedric gelingt es mit seiner aufgeschlossenen und direkten Art jedoch schnell, nicht nur die Anerkennung der Bewohner der Grafschaft zu erringen, sondern auch das verhärtete Herz des greisen Earls zu erweichen: Der blüht sichtlich auf, entwickelt eine stolze Liebe zu seinem Enkel und Erben, übernimmt erstmals auch Verantwortung für seine armen Pächter und beginnt, alte verwandtschaftliche und gesellschaftliche Kontakte neu zu beleben. Diese glückliche Wandlung wird erst gestört, als eine zwielichtige amerikanische Tänzerin namens Minna Errol auftaucht und Cedric den Titel und die spätere Erbschaft zugunsten ihres eigenen Sohnes streitig machen will. Zum Leidwesen des Earls stellt sich heraus, dass sie tatsächlich mit seinem zweitältesten Sohn verheiratet war, sodass ihre Ansprüche offenbar berechtigt sind.
Die Geschichte vom sympathischen kleinen Amerikaner, der um sein britisches Erbe gebracht werden soll, zieht weite Kreise und wird sogar von der amerikanischen Presse aufgegriffen, auch Cedrics New Yorker Freunde verfolgen sie aufmerksam und mit wachsendem Misstrauen. Da erkennt Dick, der Schuhputzer, auf einem Zeitungsfoto in der angeblichen Minna Errol unzweifelhaft die Frau seines Bruders Ben Tipton. Sie verließ ihren Mann vor Jahren und setzte sich mit dem gemeinsamen Sohn nach England ab, doch die Ehe wurde nie geschieden. Ihre spätere Heirat mit dem Sohn des Earls ist also ungültig. Unverzüglich reisen Mr. Hobbs, Dick und Ben nach England und können die Betrügerin überführen.
Erleichtert bereitet man im großen Kreis das Weihnachtsfest vor. Zur Bescherung bittet der alte Earl Cedrics Mutter auf das Schloss, öffnet sich ihr und erkennt sie als seine Schwiegertochter an. Cedric wird als rechtmäßiger Erbe und zukünftiger Earl beim gemeinsamen Mahl gefeiert.

## Hintergrund

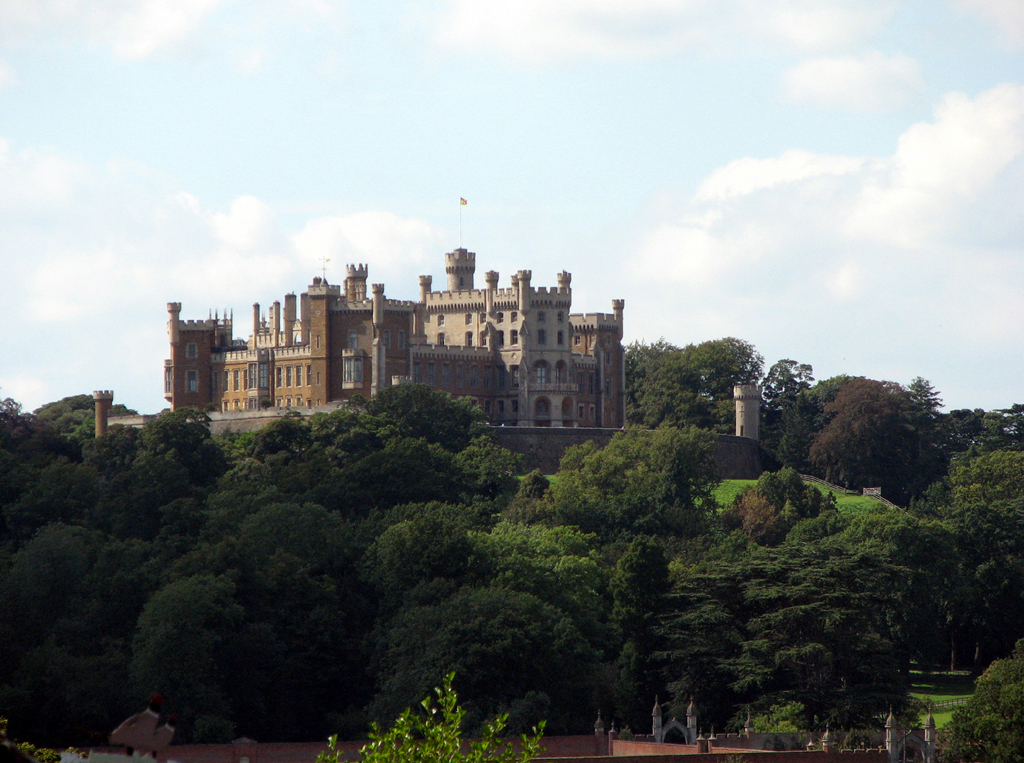
Belvoir Castle diente als Drehort für den Landsitz des Earls von Dorincourt

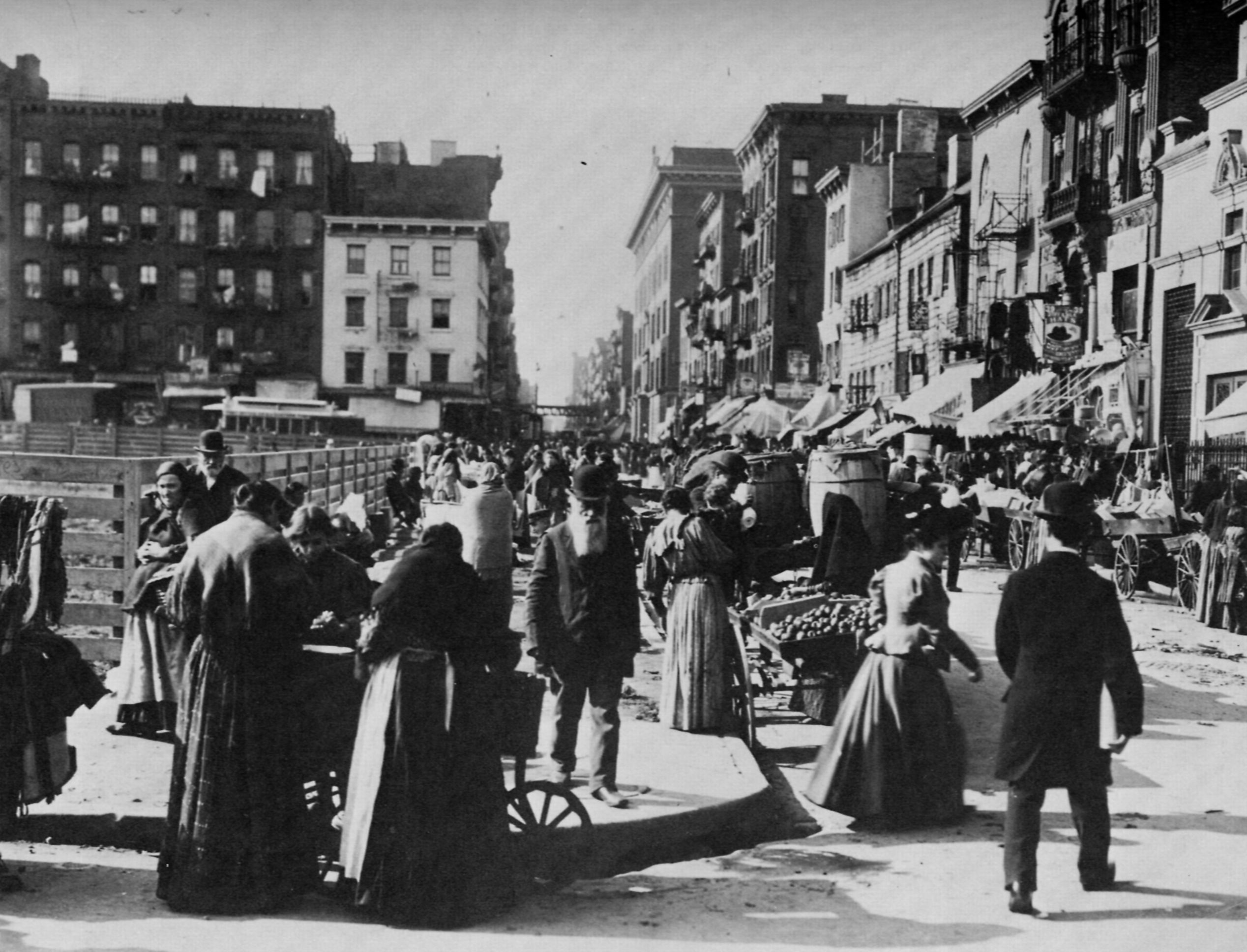
Die Hester Street in der Lower East Side von Manhattan (Foto um 1898) lieh nur ihren Namen

Die Produktion wurde für den britischen Fernsehsender BBC als Weihnachtsprogramm gedreht. Die Dreharbeiten fanden in den Shepperton Studios und auf und um Belvoir Castle in der Grafschaft Leicestershire statt. Die Ankunft am Torhaus wurde am Harlaxton Manor gedreht. Bei der Szene, in der Cedric mit Wilkins ausreitet, ist im Hintergrund Woolsthorpe by Belvoir. Die Kirchenszene entstand in der Saints Peter and Paul Church nahe Oakham. Die Filmmusik stammt von Allyn Ferguson. Am Schluss des Films sind auch klassische englische Weihnachtslieder wie Hark! The Herald Angels Sing und We Wish You a Merry Christmas zu hören. Außerdem wird zu dem US-amerikanischen volkstümlichen Lied Oh, Dem Golden Slippers getanzt.
Als Vorlage diente der gleichnamige Roman von Frances Hodgson Burnett aus dem Jahr 1886. Dieser war bereits mehrfach verfilmt worden, so wird die Version von 1980 oft als Neuverfilmung des Filmes von 1936 bezeichnet, obwohl die Filme an vielen Stellen unterschiedlich sind. Abgesehen von einigen Auslassungen und abweichenden Akzentuierungen – der Film endet z. B. nicht mit Cedrics achter Geburtstagsfeier, sondern mit einem Weihnachtsfest – folgt der Film weitgehend dem Inhalt des Romans.

## Zeitliche Einordnung der Handlung
Der 1886 erschienene, gleichnamige Roman, der dem Drehbuch des Films zugrunde liegt, lässt, ob des Erscheinungsdatums und dem darin enthaltenen Satz, dass Cedric mit seinem Freund Hobbs „über England und die Königin“ gesprochen habe, nur eine zeitliche Einordnung innerhalb der Regentschaft Königin Victorias (1837 bis 1901) zu.
Im Film selber, der sich sehr an der literarischen Vorlage orientiert, gibt es allerdings mehrere, scheinbar eindeutige, aber letztendlich widersprüchliche, Hinweise auf eine eventuelle Handlungszeit. So steht z. B. die an einer späteren Stelle des Films zu sehende Tageszeitung, in der sich Mr. Hobbs und Dick Tipton über die Ereignisse um den angeblichen neuen Titelanspruch informieren und auf der deutlich das Datum 24. Januar 1872 zu erkennen ist (abgesehen davon, dass der Film an dieser Stelle in der Vorweihnachtszeit spielt) in starkem Kontrast zu der im Vorspann zu sehenden Brooklyn Bridge, die 1883 eröffnet wurde und der ebenso im Vorspann zu sehenden New Yorker Freiheitsstatue, die 1886 eingeweiht wurde. Des Weiteren ist das Lied Oh, Dem Golden Slippers, welches Cedric gegen Ende des Films anstimmt, 1879 verfasst worden. Die Bemerkung des leidenschaftlichen und überzeugten Demokraten Hobbs am Anfang des Films, mit der er seine Verärgerung darüber ausdrückt, dass man zwar „ihren Mann“ (den der Republikaner) aus dem Weißen Haus befördert hätte, „die Herren Republikaner“ ihnen (den Demokraten) aber im Kongress trotzdem immer weiter das Wasser abgraben würden, lässt wiederum eine Einordnung innerhalb einer der Amtszeiten des demokratischen US-Präsidenten Grover Clevelands (1885–1889 und 1893–1897) zu.
Zu vernachlässigen sind bei dem Versuch der zeitlichen Einordnung der Handlung das Buch In Search of England des 1892 geborenen Autors H. V. Morton, welches, neben anderen, als Requisite im Bücherregal der New Yorker Wohnung von Mrs. Errol zu sehen ist und erst 1927 veröffentlicht wurde, der Lichtschalter im Spielzimmer des Schlosses, sowie das an einer Stelle des Films flüchtig zu sehende, vorbeifahrende Automobil, da diese drei Beispiele allesamt als Filmfehler zuordenbar sind.

## Ausstrahlungstermine und Einschaltquoten
In Deutschland wurde der Film zum ersten Mal am 26. Dezember 1982 im Programm des Ersten Deutschen Fernsehens ausgestrahlt. Seither wird er dort Jahr für Jahr, in der Regel am letzten Freitag vor Heiligabend, gezeigt.
| Ausstrahlung | Gesamtzuschauer (ab 3 Jahren) | Gesamtzuschauer (ab 3 Jahren) | Zielgruppe (14 bis 49 Jahre) | Zielgruppe (14 bis 49 Jahre) | Quelle        |
| ------------ | ----------------------------- | ----------------------------- | ---------------------------- | ---------------------------- | ------------- |
| 23.12.2003   | 5,85 Mio.                     |                               |                              |                              | [ 8 ]         |
| 21.12.2004   | 6,96 Mio.                     | 21,1 %                        |                              |                              | [ 9 ]         |
| 23.12.2005   |                               |                               |                              |                              |               |
| 22.12.2006   | 5,58 Mio.                     | 17,0 %                        | 2,00 Mio.                    | 16,3 %                       | [ 10 ] [ 11 ] |
| 21.12.2007   | 5,92 Mio.                     | 18,4 %                        | 2,08 Mio.                    | 18,0 %                       | [ 12 ] [ 13 ] |
| 19.12.2008   | 5,66 Mio.                     | 18,2 %                        | 1,84 Mio.                    | 15,7 %                       | [ 14 ] [ 15 ] |
| 18.12.2009   | 5,58 Mio.                     |                               | 1,72 Mio.                    | 14,5 %                       | [ 16 ] [ 17 ] |
| 20.12.2010   | 5,18 Mio.                     | 15,0 %                        | 1,74 Mio.                    | 12,4 %                       | [ 18 ] [ 19 ] |
| 23.12.2011   | 5,87 Mio.                     | 17,6 %                        | 1,94 Mio.                    | 15,2 %                       | [ 20 ] [ 21 ] |
| 21.12.2012   | 5,71 Mio.                     | 18,2 %                        | 1,81 Mio.                    | 16,4 %                       | [ 22 ] [ 23 ] |
| 20.12.2013   | 4,84 Mio.                     | 15,3 %                        | 1,33 Mio.                    | 11,8 %                       | [ 24 ] [ 25 ] |
| 19.12.2014   | 4,98 Mio.                     | 15,7 %                        | 1,26 Mio.                    | 12,0 %                       | [ 26 ] [ 27 ] |
| 18.12.2015   | 6,21 Mio.                     | 20,0 %                        | 1,54 Mio.                    | 15,4 %                       | [ 28 ] [ 29 ] |
| 23.12.2016   | 6,15 Mio.                     | 18,6 %                        | 1,56 Mio.                    | 14,0 %                       | [ 30 ] [ 31 ] |
| 22.12.2017   | 6,07 Mio.                     | 19,2 %                        | 1,44 Mio.                    | 15,0 %                       | [ 32 ] [ 33 ] |
| 21.12.2018   | 5,79 Mio.                     | 17,9 %                        | 1,35 Mio.                    | 13,7 %                       | [ 34 ] [ 35 ] |
| 20.12.2019   | 5,85 Mio.                     | 19,3 %                        | 1,39 Mio.                    | 16,4 %                       | [ 36 ] [ 37 ] |
| 18.12.2020   | 7,45 Mio.                     | 21,7 %                        | 1,61 Mio.                    | 16,2 %                       | [ 38 ] [ 39 ] |
| 17.12.2021   | 5,04 Mio.                     | 16,8 %                        | 0,91 Mio.                    | 13,1 %                       | [ 40 ]        |
| 23.12.2022   | 5,47 Mio.                     | 19,7 %                        | 1,03 Mio.                    | 16,9 %                       | [ 41 ]        |
| 22.12.2023   | 5,67 Mio.                     | 20,8 %                        | 1,01 Mio.                    | 18,4 %                       | [ 42 ]        |
| 20.12.2024 1 | 4,60 Mio.                     | 18,1 %                        | 0,74 Mio.                    | 14,8 %                       | [ 43 ]        |

## Synchronisation
| Rolle               | Schauspieler      | Synchronsprecher         |
| ------------------- | ----------------- | ------------------------ |
| Cedric Errol        | Ricky Schroder    | Kai Brückner             |
| Earl von Dorincourt | Alec Guinness     | Wilhelm Borchert         |
| Mrs. Errol          | Connie Booth      | Helgard Bruckhaus        |
| Mr. Havisham        | Eric Porter       | Lothar Blumhagen         |
| Silas Hobbs         | Colin Blakely     | Gerd Duwner              |
| Mary                | Carmel McSharry   | Inge Wolffberg           |
| Dick Tipton         | Rolf Saxon        | Helmut Gauß              |
| Reverend Muldaur    | Peter Copley      | Friedrich W. Bauschulte  |
| Ben Tipton          | Edward Wylie      | Ronald Nitschke          |
| Wilkins             | Patrick Stewart   | Friedrich Georg Beckhaus |
| Dawson              | Antonia Pemberton | Christel Merian          |
| Kimsey              | Tony Melody       | Lothar Köster            |
| Lady Grace          | Rohan McCullough  | Marianne Lutz            |
| Lady Lorradaile     | Rachel Kempson    | Eva Katharina Schultz    |
| Mellon              | Gerry Cowper      | Katja Nottke             |
| Minna               | Kate Harper       | Alexandra Lange          |
| Miss Smiff          | Ann Way           | Margot Rothweiler        |

## Trivia
Der Titel „Lord Fauntleroy“ ist ein sogenannter Höflichkeitstitel (englisch courtesy title), wie er im britischen Adel üblich ist. Für gewöhnlich haben britische Aristokraten mehrere Titel unterschiedlicher Ränge und führen davon im Alltag nur den ranghöchsten; im Fall von Cedrics Großvater ist dies Earl of Dorincourt. Zu Lebzeiten des Titelinhabers wird dann der im Rang zweithöchste Titel von dessen Erben geführt; der Titel steht dem Erben noch nicht zu und geht erst mit dem Tod des bisherigen Inhabers über. Cedric kann daher den zweithöchsten Titel seines Großvaters führen und wird auch so angesprochen. „Lord“ ist dabei selbst kein Adelstitel, sondern eine Anrede für Adelige; der Höflichkeitstitel „Fauntleroy“ dürfte nach dieser Systematik – obwohl dies im Film nie genannt wird – entweder eine Barony oder eine Viscountcy sein, da sowohl Barone (Barons) als auch Vizegrafen (Viscounts) im Rang unter Earl stehen und als „Lord“ angesprochen werden.

## Kritiken
„Detailgetreue Verfilmung eines Jugendromans aus dem 19. Jahrhundert, angesiedelt zwischen poesievoller Unwirklichkeit und humorvoller Distanz. Trotz einer gefühlvollen und melodramatischen Inszenierung ein gelungener Appell an Güte und Mitmenschlichkeit.“

„Mit seinen wunderschönen Bildern, seiner ruhigen Erzählhaltung, die gerade für das junge Publikum geeignet ist, um der Geschichte zu folgen, und seiner lebensbejahenden Botschaft ist DER KLEINE LORD noch heute der perfekte Film, um nicht nur zu Weihnachten wichtige und richtige Werte zu vermitteln. Ein absoluter Klassiker, der auch heute noch begeistert, bezaubert und berührt.“

## Auszeichnungen
- 1981: Primetime Emmy Award (Beste Kameraarbeit: Arthur Ibbetson)
- 1983: Young Artist Award (Nominiert für Best Young Actor in a Movie Made for Television: Ricky Schroder)
- 2016: Filmprädikat „besonders wertvoll“[46]

## Veröffentlichungen
Am 10. November 2016 erschien, nachdem der Film jahrzehntelang nur als VHS erhältlich war, eine restaurierte Fassung in einer normalen und einer aufwändig gestalteten, limitierten Sonderedition (inkl. Booklet, Hörbuch und Roman) auf DVD und Blu-ray (Label: Telepool, Herausgeber: Eurovideo, Vertrieb: Alive)